# Francisco Camps
Francisco Enrique Camps Ortiz (* 28. August 1962 in Valencia) ist ein spanischer Politiker der konservativen Partido Popular (PP) und war von 2003 bis 2011 Ministerpräsident der Region Valencia.

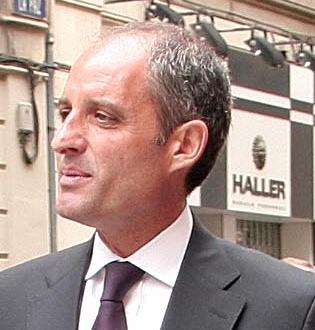
Francisco Camps 2008

## Leben
Camps studierte Rechtswissenschaft an der Universität Valencia und schloss sich 1982 der Alianza Popular, der Vorgängerpartei der PP an. Von 1991 bis 1996 war er Mitglied der Kommunalregierung von Valencia, wo er die valencianische Verkehrsbehörde leitete. Bei der spanischen Parlamentswahl 1996 erzielte er ein Mandat im spanischen Abgeordnetenhaus und wurde Staatssekretär für Territoriale Verwaltung im ersten Kabinett unter José María Aznar. Bereits im Februar 1997 legte er jedoch sein Mandat wieder ab, um in Valencia Minister für Kultur und Bildung in der Regionalregierung unter Eduardo Zaplana zu werden. Dieses Amt hatte er bis 1999 inne. Bei den spanischen Parlamentswahlen 2000 wurde er erneut in das Abgeordnetenhaus gewählt, dessen Vizepräsident er wurde. Er legte das Mandat jedoch 2002 erneut vorzeitig ab, um Mitglied der valencianischen Regionalregierung zu werden. Nachdem Eduardo Zaplana als valencianischer Ministerpräsident zurückgetreten war, um Minister in der spanischen Regierung zu werden, trat Camps 2003 als Spitzenkandidat der PP zu den valencianischen Regionalwahlen an und erzielte eine absolute Mehrheit für seine Partei. Im Juli 2003 wurde er zum Ministerpräsidenten gewählt, 2007 und 2011 konnte er das Amt jeweils verteidigen und dabei die Sitzzahl seiner Partei im Regionalparlament noch ausbauen. 2004 wurde er überdies zum Vorsitzenden des valencianischen Regionalverbands seiner Partei gewählt. Am 20. Juli 2011 gab er wegen der Gürtel-Affäre seinen Rücktritt als Ministerpräsident und Vorsitzender der regionalen PP bekannt.

## Gürtel-Affäre
Im März 2009 beschuldigte der Ermittlungsrichter Baltasar Garzón Camps und andere PP-Politiker, in eine Korruptionsaffäre um den Unternehmer Francisco Correa Sánchez verwickelt zu sein, die als Caso Gürtel bekannt wurde. So soll Camps von Correa und anderen Mittätern teure Anzüge und andere Kleidungsstücke im Wert von rund 12.000 € als Bestechung entgegengenommen haben. Nachdem Camps zunächst erklärt hatte, die Anzüge selbst bezahlt zu haben, gestand er später das Geschenk ein, gab jedoch an, dafür keine Gegenleistung gebracht zu haben. Am 14. Mai 2009 gab der Oberste Gerichtshof der Region Valencia bekannt, dass Camps sowie drei weitere PP-Mitglieder als Beschuldigte verhört werden sollten. Mehrere Mitglieder der nationalen PP-Führung kritisierten daraufhin die „Treibjagd“ gegen Camps. Nach dem Verhör beschloss der Gerichtshof die Eröffnung eines Verfahrens gegen Camps, das jedoch wenige Wochen später wieder eingestellt wurde, da nicht hinreichend Indizien vorlägen, die geschenkten Anzüge mit der Erteilung öffentlicher Aufträge an Correa in Verbindung zu bringen. Nachdem allerdings bekannt wurde, dass einer der beiden Richter, die die Einstellung des Falls beschlossen hatten, mit Camps befreundet war, ordnete der oberste spanische Gerichtshof im Mai 2010 die Wiederaufnahme der Ermittlungen gegen Camps an. Im Juli 2011 beschloss der Ermittlungsrichter des valencianischen Obersten Gerichtshofs die Einleitung eines Verfahrens, das im Herbst 2011 eröffnet werden soll und damit genau in den Vorwahlkampf zu den nächsten spanischen Parlamentswahlen fallen würde. Obwohl die nationale PP-Führung ihm vorgeschlagen hatte, durch ein Schuldeingeständnis das Verfahren zu vermeiden und nach Zahlung des Bußgelds Ministerpräsident zu bleiben, erklärte Camps am 20. Juli seinen Rücktritt, um seine Unschuld vor Gericht zu verteidigen.